# Grammotaulius ornatus
Grammotaulius ornatus är en nattsländeart som beskrevs av Nakahara 1914. Grammotaulius ornatus ingår i släktet Grammotaulius och familjen husmasknattsländor. Inga underarter finns listade i Catalogue of Life.